# Carl-Ivar Lindgren
Karl Ivar (Carl-Ivar) Lindgren, född 27 oktober 1921 i Björna församling i Västernorrlands län, död 29 september 1997 i Tavelsjö församling i Västerbottens län, var en svensk militär.

## Biografi
Lindgren blev volontär vid Jämtlands fältjägarregemente 1941 och avlade studentexamen vid Försvarets läroverk 1947. Han avlade officersexamen vid Kungliga Krigsskolan 1948 och utnämndes samma år till fänrik vid Jämtlands fältjägarregemente. Han befordrades till kapten 1961 och tjänstgjorde vid Allmänna avdelningen i Försvarsstaben 1961–1964, varefter han tjänstgjorde vid Västernorrlands regemente 1964–1965 och åter vid Försvarsstaben från 1965. År 1966 befordrades han till major och 1968 till överstelöjtnant. Han befordrades till överste 1972 och var chef för Operationsledning 1 vid Försvarsstaben 1972–1975, varpå han tjänstgjorde vid Älvsborgs regemente 1975–1976. År 1976 befordrades han till överste av första graden och 1976–1982 var han chef för Upplands regemente tillika befälhavare för Uppsala försvarsområde. Han inträdde i reserven 1982.
Lindgren invaldes 1970 som ledamot av Kungliga Krigsvetenskapsakademien.